# لويس مينرتزهاجن
كان لويس إرنست مينرتزهاجن (18 سبتمبر 1887 - 9 نوفمبر 1941)، من هواة جمع الطوابع البريطانيين الذي وقع على قائمة هواة جمع الطوابع المتميزين في عام 1932. كان مينرتزهاجن خبيرًا في طوابع البريد المبكرة لفرنسا.